# Долина Бааде
Доли́на Ба́аде (лат. Vallis Baade) — долина на Місяці, яка знаходиться на західному краю видимого боку і знаходиться на схід від кратера Бааде і південніше від гір Кордильєри й простягається з північного заходу на південний схід. Долина отримала назву від кратера Баде, а той, у свою чергу названо на честь німецького астронома Вальтера Бааде. Назву затверджено Міжнародним астрономічним союзом у 1964 році.
Долина має форму заглибини довжиною близько 207 кілометрів. Селенографічні координати центральної частини об'єкта — 45°33′ пд. ш. 77°14′ зх. д. / 45.55° пд. ш. 77.23° зх. д..
Це одна з кількох долин, які радіально відходять від південно-східного краю кругового ударного басейну Моря Східного, дві інші — долина Інгірамі та долина Бувар..